# Поццосеррато, Людовико
Людовико Поццосеррато, также Лодовико Фьяминго, настоящее имя Лодевейк Тупут (итал. Ludovico Pozzoserrato, Lodewijk Toeput; ок. 1550, Антверпен или Мехелен — 1604 или 1605, Тревизо) — фламандский живописец, рисовальщик и гравёр, принявший итальянское подданство, отсюда его прозвание «Лодовико фламандец» (итал. Lоdovico Fiamingo). Работал в Тревизо, в области Венето (венецианская Терраферма). В Италии художник был известен как Людовико Поццосеррато, что является буквальным переводом на итальянский язык его фламандского имени «Тупут», которое можно прочитать как «Закрытый колодец». После того, как он обосновался в Тревизо, художник называл себя Лодовико Поццо да Тревиги (Lodovico Pozzo da Trevigi).

## Биография
Ранняя жизнь художника, дата и место его рождения не документированы. Возможно, он учился у Мартена де Воса в Антверпене. Людовико прибыл в Италию в 1582 году, проехав из Антверпена в Венецию, Флоренцию, Рим и обратно в Венецию, и считается одним из главных художников венецианской Террафермы. Писатель-историограф XVI века Карел ван Мандер в своей «Книге о художниках» (нидерл. Het Schilder-Boeck) восхваляет его энергичную манеру в пейзажной живописи. Карло Ридольфи в книге «Чудеса искусства, или Жизнеописания наиболее знаменитых художников Венеции с приложением портретов» (1648), сообщает, что Лодовико вначале работал в мастерской Тинторетто. Здесь он, вероятно, общался со своим соотечественником Паоло Фьямминго (Паувелсом Франком), который также жил и работал в Венеции. Художники, возможно, встречались в мастерской Тинторетто.
Поццосеррато писал в основном пейзажи с аллегорическими фигурами, празднествами и музыкальными представлениями, и фрески в церквях под влиянием Веронезе и Тинторетто. Он также был гравёром и поэтом.
Его произведения хранятся в муниципальном музее Тревизо, другие картины и фрески находятся в главных церквях области Тревизо, например, в Монтебеллуне, в церкви Сан-Бьяджо, известной как Меркато Веккьо (приписываемая работа), и в Конельяно, где он расписал фресками фасад Дуомо дель Аннунциата. Художник скончался в Тревизо между 1 января 1604 года и 9 сентября 1605 года.

## Галерея

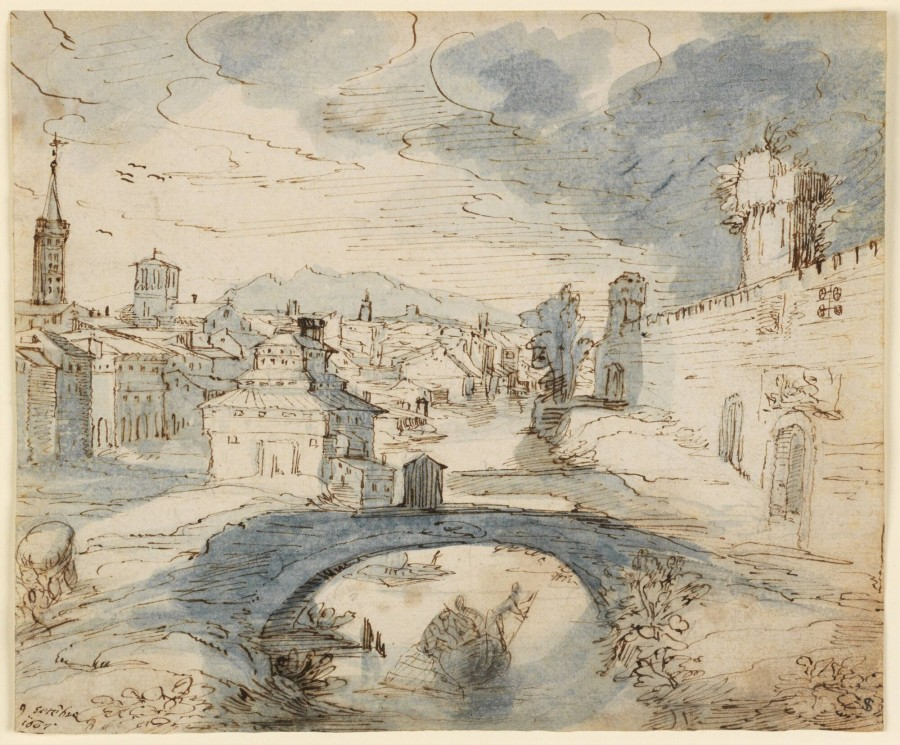
Вид итальянского города с арочным мостом. 1601. Бумага, перо, кисть, сепия, акварель. Музей Бойманса-ван Бёнингена, Роттердам
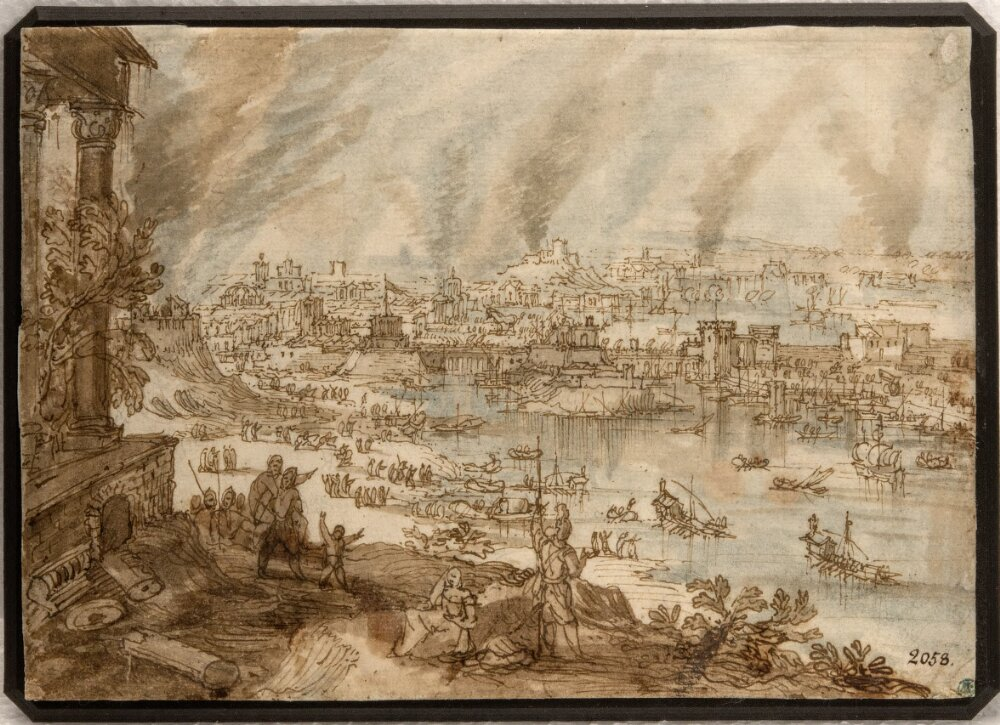
Пейзаж с горящей Троей. Бумага, перо, кисть, сепия, акварель. Национальный музей изобразительных искусств, Стокгольм
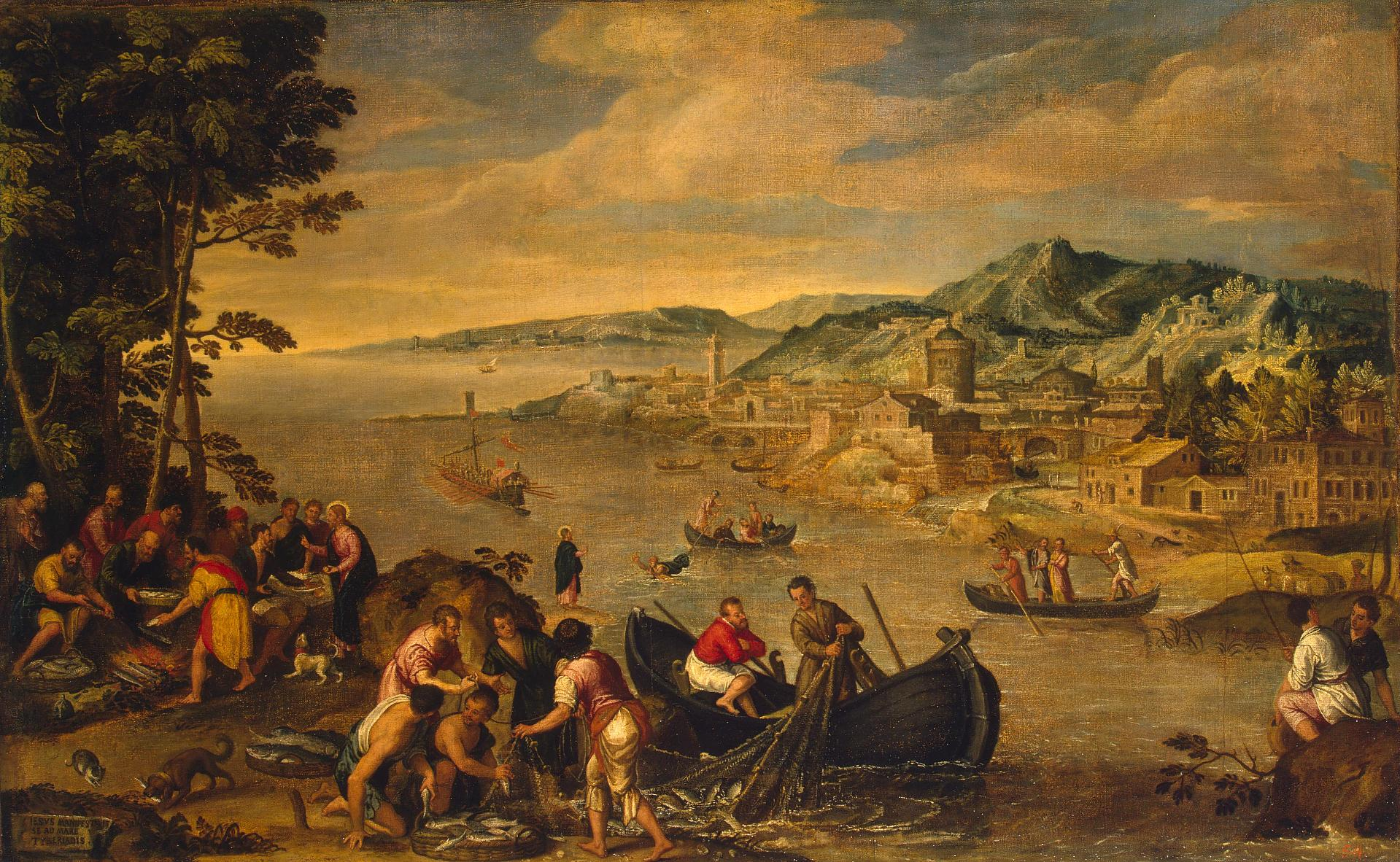
Чудесный улов. Между 1587 и 1589. Холст, масло. Государственный Эрмитаж, Санкт-Петербург
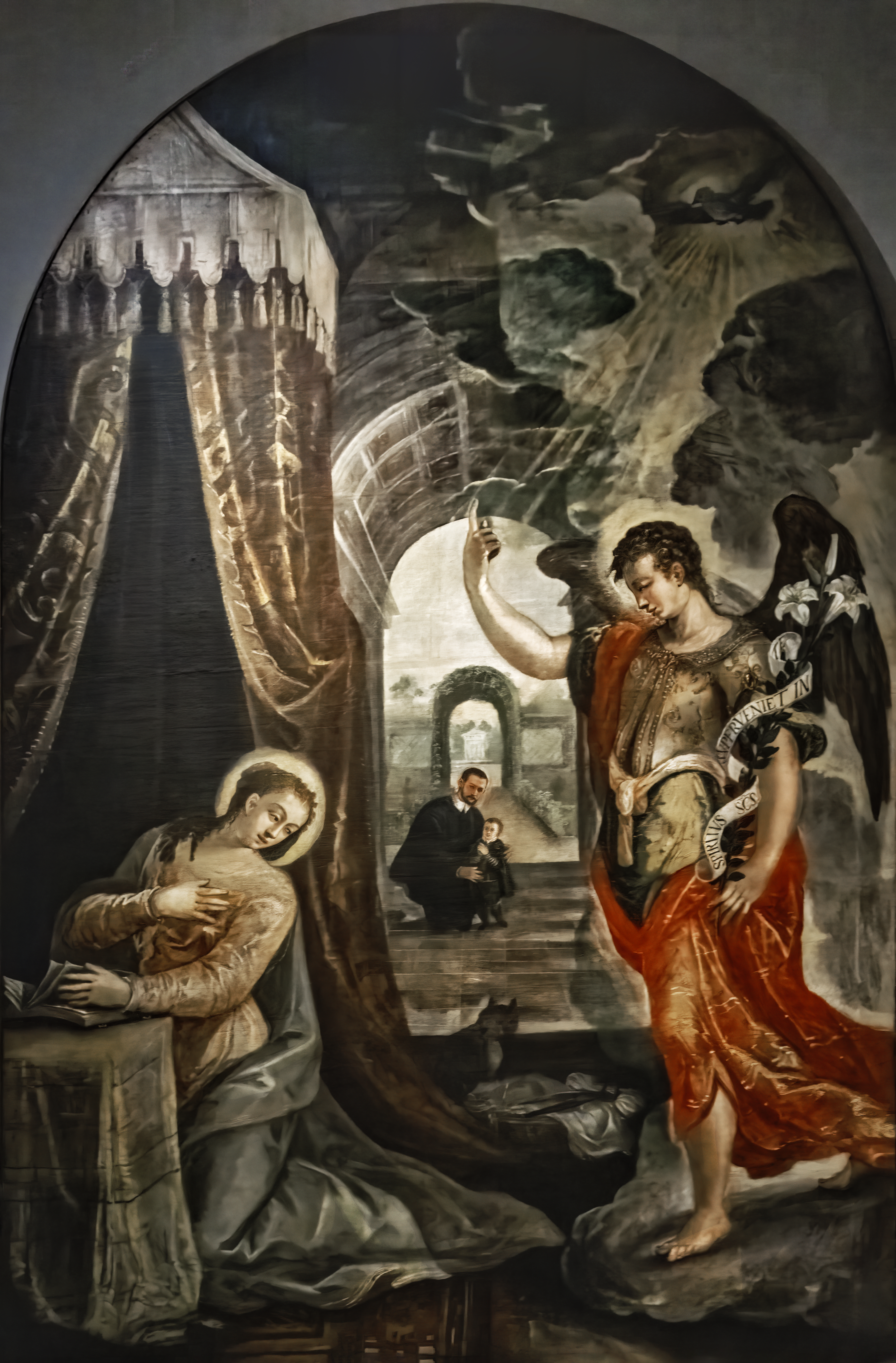
Благовещение с донатором. Кон. XVI в. Холст, масло. Муниципальный музей, Тревизо
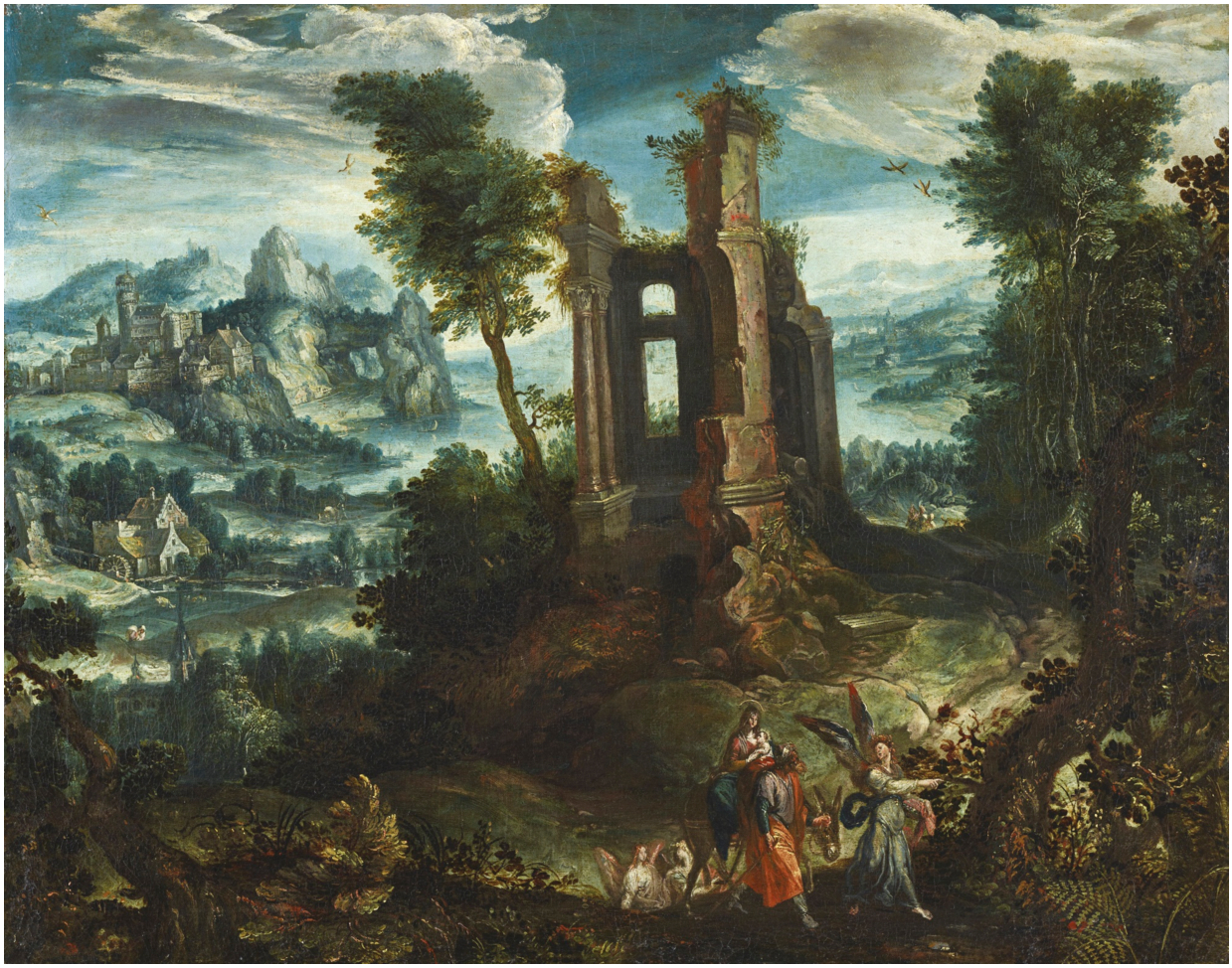
Бегство в Египет. Между 1583 и 1596. Частное собрание
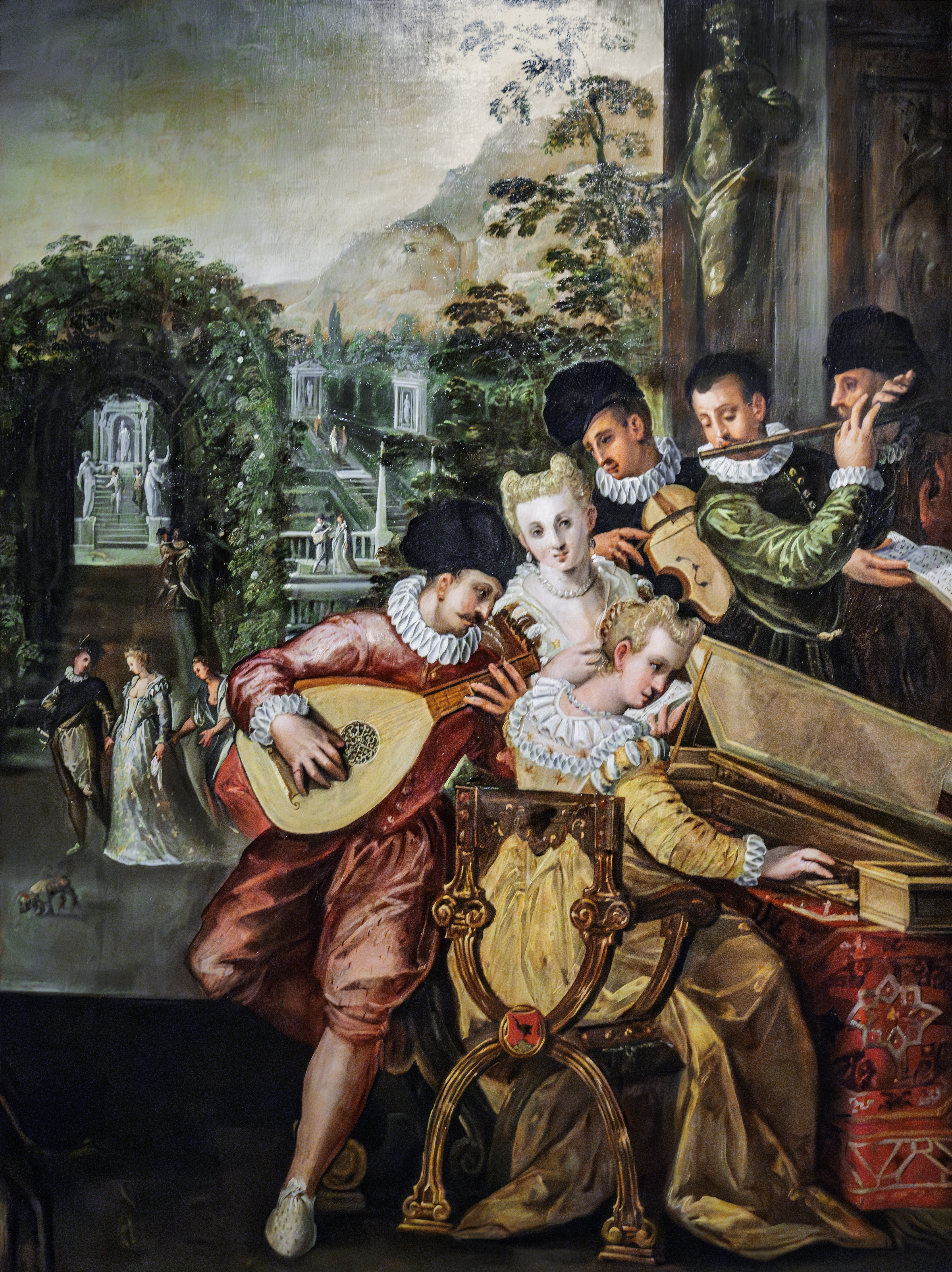
Концерт на открытом воздухе. Кон. XVI в. Холст, масло. Муниципальный музей, Тревизо
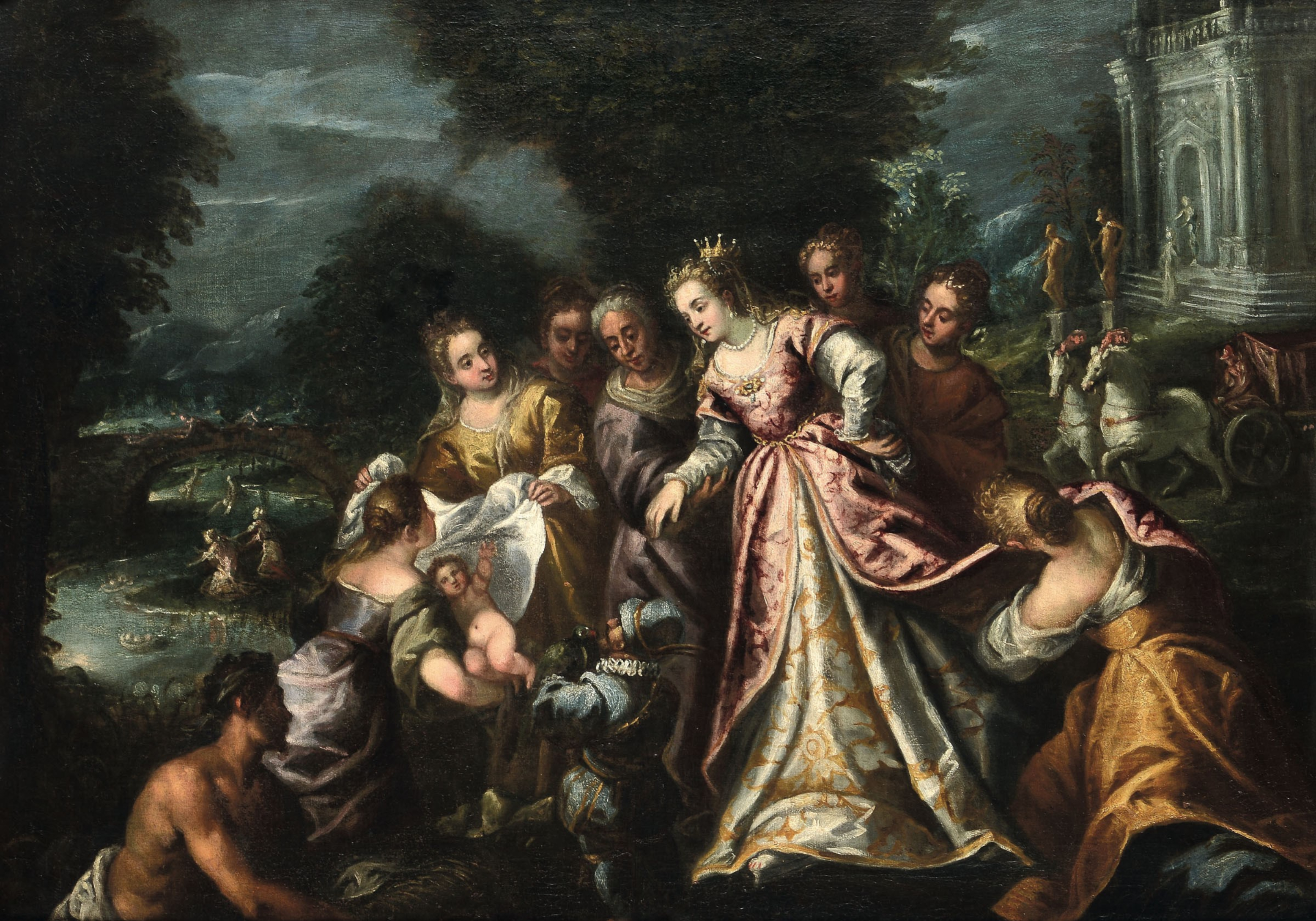
Нахождение младенца Моисея дочерью фараона. Между 1570 и 1605. Холст, масло. Частное собрание
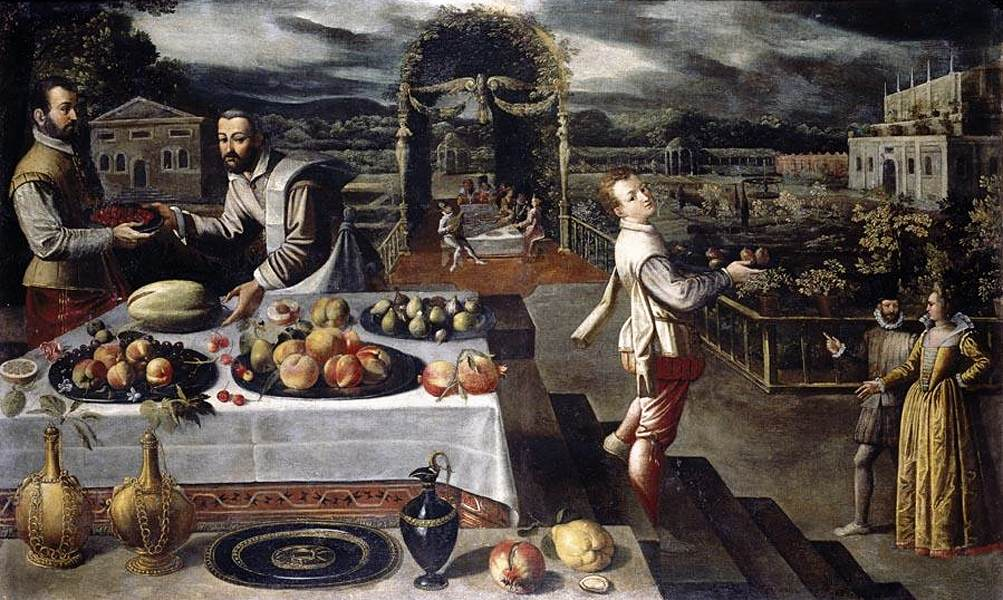
Ужин в дворцовом саду. Холст, масло. Частное собрание
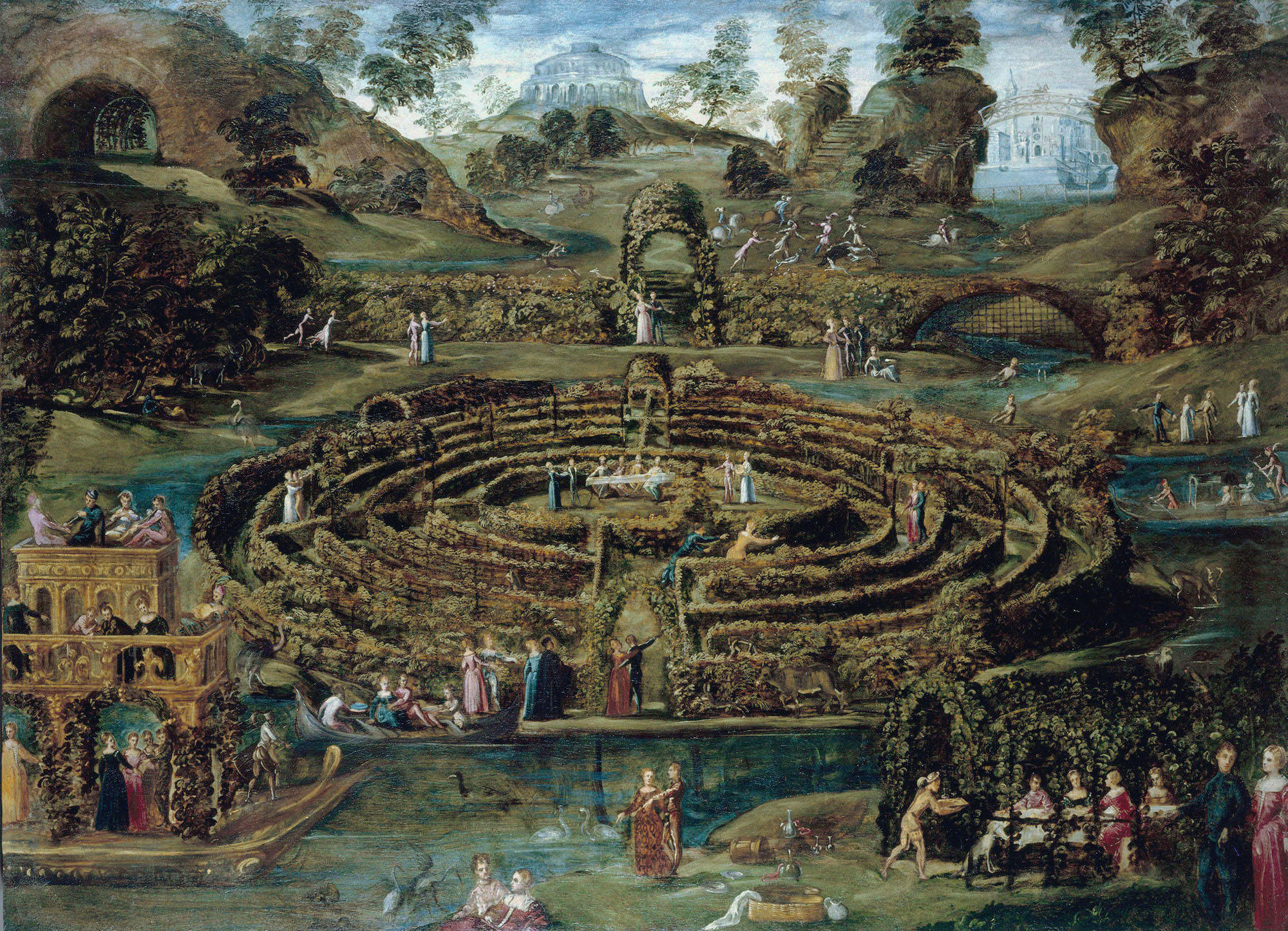
Сад удовольствий с лабиринтом. Между 1550 и 1605. Холст, масло. Королевская коллекция, Великобритания
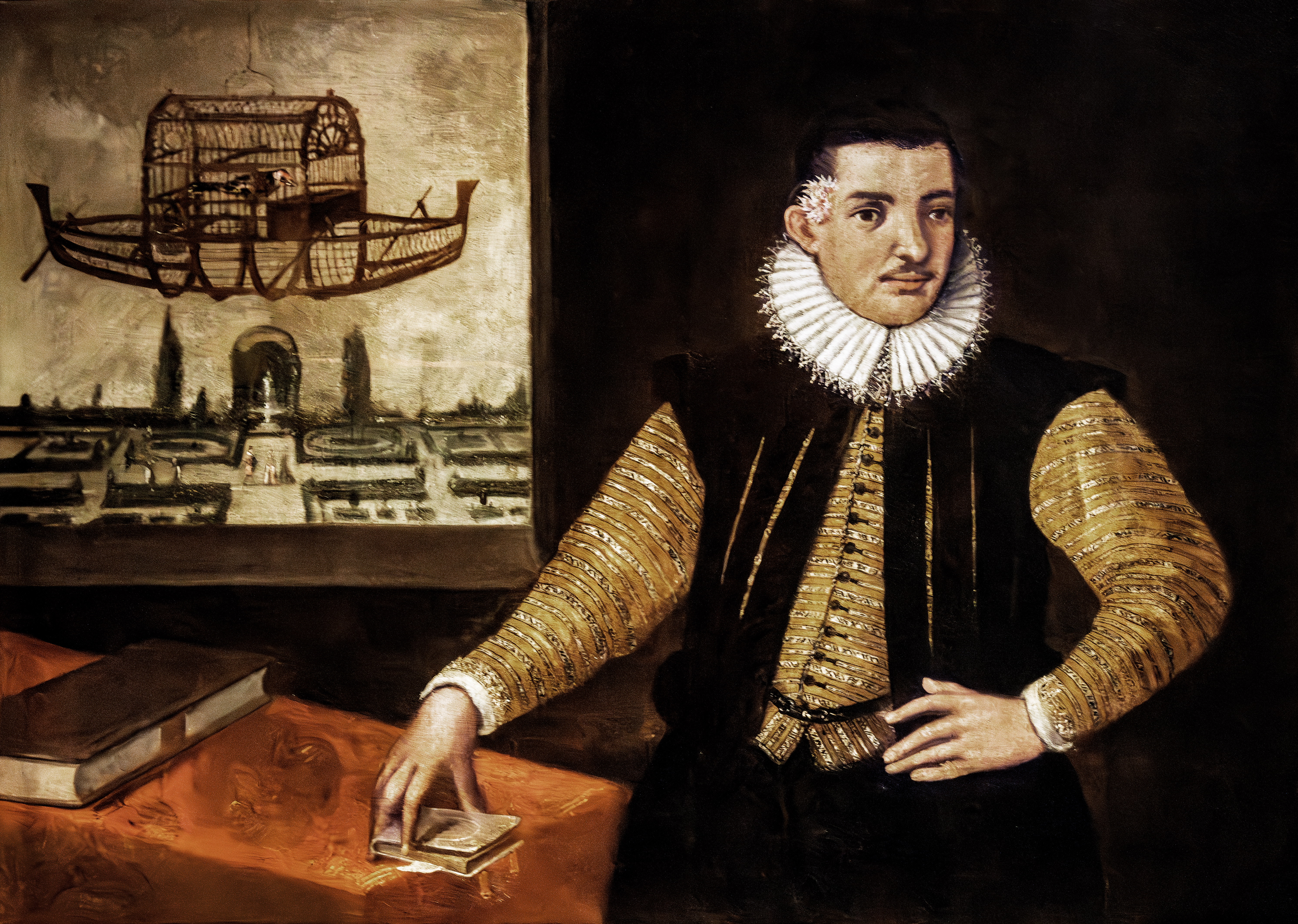
Портрет учёного в кабинете. Кон. XVI в. Холст, масло. Муниципальный музей, Тревизо
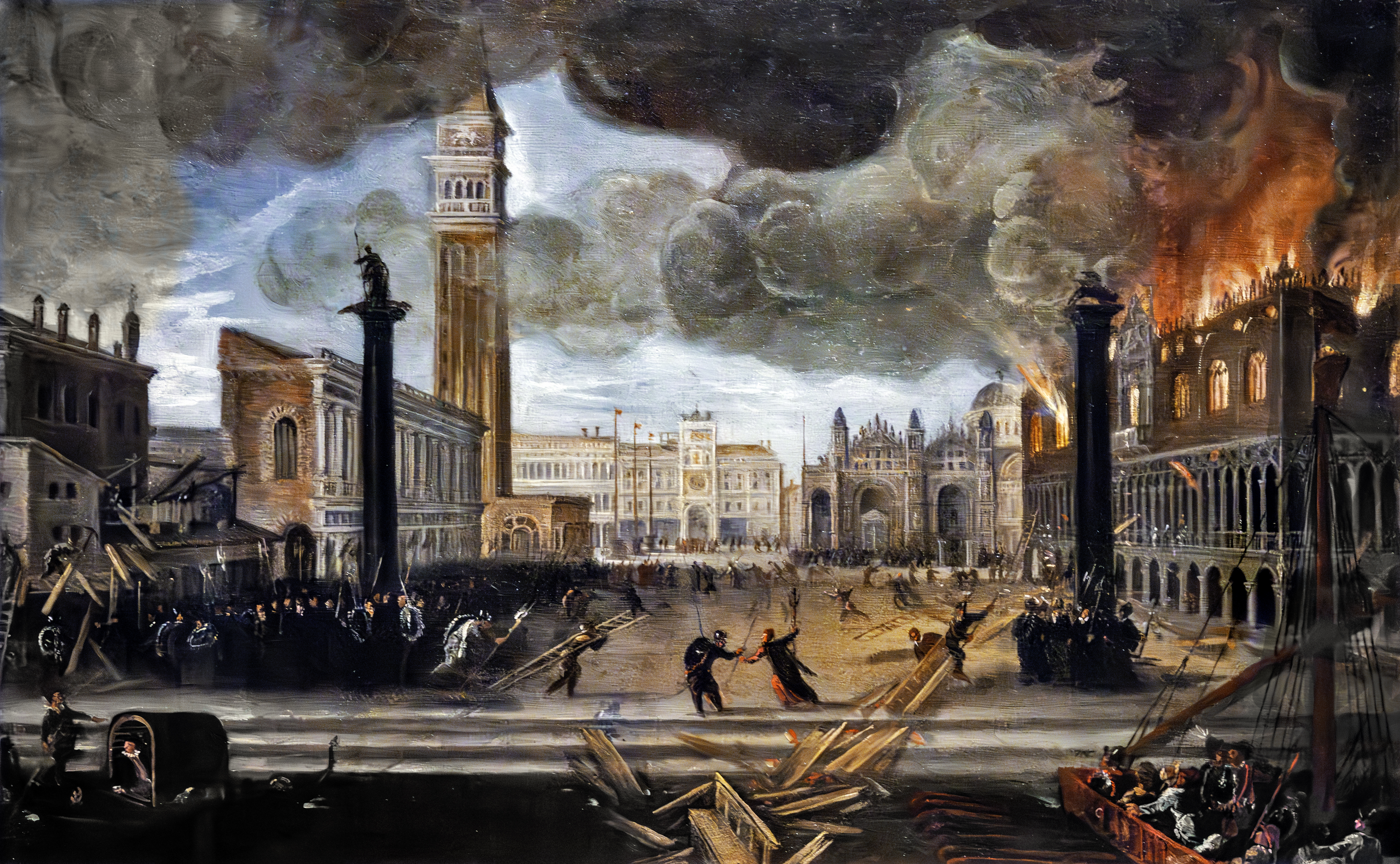
Пожар во Дворце дожей. 1577. Холст, масло. Муниципальный музей, Тревизо
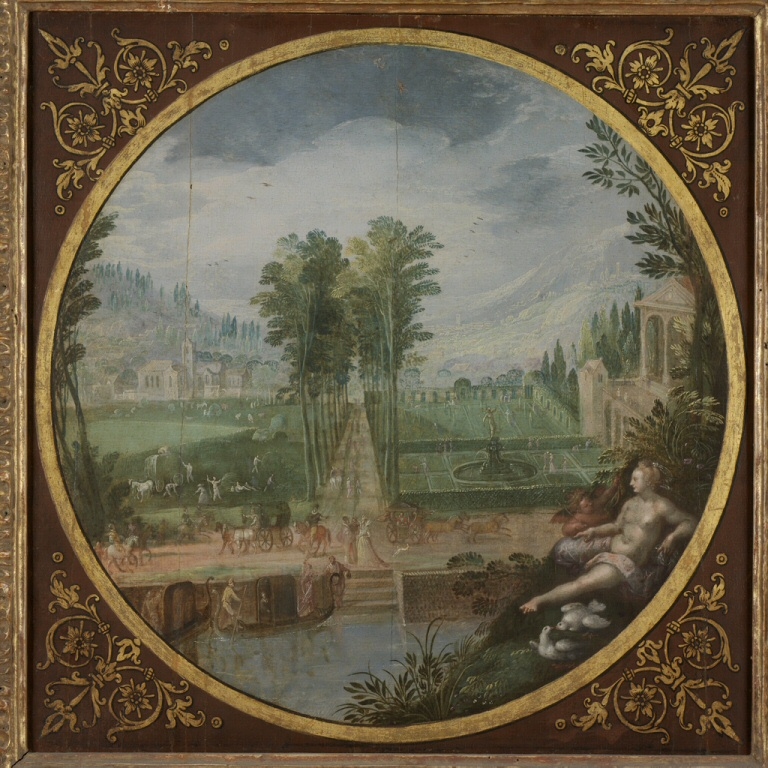
Аллегория Мая. Музей Род-Айлендской школы дизайна, США